# Turnianska Nová Ves
Turnianska Nová Ves – wieś (obec) na Słowacji położona w kraju koszyckim, w powiecie Koszyce-okolice. Pierwsze wzmianki o miejscowości pochodzą z roku 1406. 
Według danych z dnia 31 grudnia 2012, wieś zamieszkiwało 339 osób, w tym 169 kobiet i 170 mężczyzn.
W 2001 roku pod względem narodowości i przynależności etnicznej 8,84% mieszkańców stanowili Słowacy, a 90,88% Węgrzy.
Ze względu na wyznawaną religię struktura mieszkańców kształtowała się w 2001 roku następująco:
- Katolicy rzymscy – 72,38%
- Grekokatolicy – 4,42%
- Ateiści – 1,93%
- Nie podano – 0,83%